# Pomorska Biblioteka Pedagogiczna im. Gdańskiej Macierzy Szkolnej w Gdańsku
Pomorska Biblioteka Pedagogiczna im. Gdańskiej Macierzy Szkolnej w Gdańsku (do 2022 pod nazwą Pedagogiczna Biblioteka Wojewódzka im. Gdańskiej Macierzy Szkolnej w Gdańsku) – biblioteka pedagogiczna, obejmuje swym obszarem działania województwo pomorskie. Ma specjalistyczny charakter i kontynuuje tradycje przedwojennych bibliotek dla nauczycieli, powstałych po odzyskaniu niepodległości w 1918 roku. Służy przede wszystkim potrzebom kształcących się nauczycieli, studentów przygotowujących się do wykonywania zawodu nauczyciela, ale jest otwarta dla wszystkich chętnych do korzystania z jej zbiorów.

## Opis
Biblioteka gromadzi, opracowuje i udostępnia różne rodzaje zbiorów. Szczegółowe informacje o jej zasobach znajdują się w katalogach komputerowych. Czytelnik do dyspozycji ma cztery bazy informacji o zbiorach, obejmujące: książki, artykuły z czasopism, zbiory multimedialne, zbiory muzealne dotyczące historii oświaty pomorskiej. Ważnym celem jest wspieranie placówek oświatowych w ich działalności dydaktycznej i wychowawczej oraz pomoc w budowie warsztatu pracy nauczycieli. Biblioteka prowadzi działalność edukacyjną, koordynuje działania kilkunastu sieci współpracy i samokształcenia nauczycieli. W każdym roku szkolnym przygotowywana jest w bibliotece oferta edukacyjna skierowana do szkół, znajdujących się na terenie działania instytucji. Obejmuje ona warsztaty dla nauczycieli, lekcje biblioteczne, lekcje muzealne, lekcje regionalne, zajęcia z edukacji filmowej, zajęcia z zakresu promocji czytelnictwa. Co najmniej raz w roku organizowane są sesje metodyczne dla nauczycieli. Co roku w ramach Tygodnia Bibliotek prowadzone są różnego rodzaju działania popularyzujące czytelnictwo. Od 10 lat organizowane są imprezy popularyzujące wiedzę w ramach Bałtyckiego Festiwalu Nauki. Jednostka macierzysta i filie prowadzą szeroką działalność kulturalną i oświatową, organizują różnego rodzaju spotkania, konkursy, koncerty. Stałym elementem są wystawy (ekspozycje stale i okolicznościowe). Biblioteka wydaje własne czasopismo „Exempli Gratia" (ISSN 1897-5348) o charakterze bibliotekarskim i oświatowym.
PBP w Gdańsku jest jedną z instytucji tworzących zasoby Pomorskiej Biblioteki Cyfrowej. Jako partner projektu otrzymała wyróżnienie „Pozytywista Roku 2011” w kategorii „Kultura i Sztuka”, w konkursie organizowanym przez Fundację Regionalnych Inkubatorów Przedsiębiorczości „Wokulski”.
Od 2013 roku biblioteka w swojej ofercie ma usługę bezpłatnego dostępu do książek w wersji elektronicznej na platformie IBUK Libra. W ramach Konsorcjum Bibliotek Pedagogicznych Polski Północnej udostępnia  czytelnikom ok. 1200 pozycji, z których mogą korzystać bez ograniczeń czasowych na urządzeniach stacjonarnych oraz mobilnych.
W marcu 2016 roku Biblioteka została wyróżniona okolicznościową statuetką. Otrzymała ją w kategorii „Aktywna promocja Ibuka Libry wśród czytelników” w ramach akcji „Promocja e-czytelnictwa w bibliotece”.
W styczniu 2015 r. biblioteka przystąpiła do Cyfrowej Wypożyczalni Publikacji Naukowych ACADEMICA. Aktualnie usługa udostępniona jest, oprócz biblioteki w Gdańsku, w filia w Chojnicach, Kościerzynie, Pruszczu Gdańskim i Wejherowie. Obecnie czytelnicy mają dostęp do 1 504 721 dokumentów (stan na 20 kwietnia 2016 r.).

## Zbiory
Tematycznie obejmują wszystkie dziedziny wiedzy, w szczególności w zakresie prezentowanym w programach szkolnych i programach kształcenia nauczycieli (na różnych poziomach kształcenia i w różnych typach szkół). Zasoby biblioteki obejmują przede wszystkim następujące dziedziny:
- pedagogika i nauki pokrewne (m.in. psychologia, socjologia),
- publikacje naukowe i popularnonaukowe z różnych dziedzin wiedzy objętych ramowymi planami nauczania, ze szczególnym uwzględnieniem najnowszych odkryć, wynalazków,
- literatura piękna i dzieła klasyki światowej oraz książki z zestawu lektur dla uczniów,
- piśmiennictwo z zakresu bibliotekoznawstwa i informacji naukowej,
- programy nauczania i podręczniki szkolne,
- dokumenty, zbiory muzealne i publikacje dotyczące historii oświaty pomorskiej,
- publikacje i zbiory regionalne, dotyczące historii oraz walorów przyrodniczo-etnograficznych Pomorza Gdańskiego (szczególnie Kaszub, Kociewia i miasta Gdańska).

Na koniec  2015 r. biblioteka (wraz z filiami) posiadała 536 584 tysięcy jednostek zbiorów, w tym około 511 tys. vol. zbiorów piśmienniczych i ponad 25 tys. zbiorów audiowizualnych.

## Historia
Biblioteka powstała po II wojnie Światowej w 1946 roku z inicjatywy wizytatora bibliotek w Kuratorium Okręgu Szkolnego Gdańskiego mgr Kazimierza Jasiulańca – absolwenta Uniwersytetu im. Stefana Batorego w Wilnie, pracującego przed wojną jako bibliotekarz w Bibliotece Uniwersyteckiej. Początkowo była to Okręgowa Biblioteka Pedagogiczna i mieściła się w Sopocie przy ul. Marii Skłodowskiej-Curie 10/12. Pierwszym dyrektorem była Leokadia Jasiulaniec. Status Pedagogicznej Biblioteki Wojewódzkiej uzyskała w 1951 r. i od tego momentu sprawowała opiekę merytoryczną nad pedagogicznymi bibliotekami powiatowymi. Rok później przeniesiona została do Gdańska. Do 1956 r. funkcjonowała się przy ul. Liebermana (w dzielnicy Wrzeszcz) a w latach 1956–1973 przy ulicy Wały Jagiellońskie 24. W 1973 r. placówka umieszczona została w zabytkowym budynku przy Alei Gen. J. Hallera 14 w Gdańsku-Wrzeszczu (w gmachu dawnych szkół dla chłopców i dziewcząt - Bezirk-Knabenschule Nauschottland, Bezirk-Mädchenschule Neuschottland przy Ostseestrasse) i funkcjonuje w nim do dziś. W 1975 r. drugim dyrektorem PBW w Gdańsku została dr Maria Etmańska. Z okazji 30-lecia swego istnienia w 1976 bibliotece nadano imię Gdańskiej Macierzy Szkolnej. W latach 1993–1999 – książnica funkcjonowała w ramach większej placówki oświatowej: Centrum Edukacji Nauczycieli. Po odzyskaniu autonomiczności Dyrektorem została mgr Lucja Ćwiok. Kolejnym jej dyrektorem w latach 2004–2024 była mgr Małgorzata Kłos. Od 1 września 2024 r. stanowisko Dyrektora PBP w Gdańsku obejmuje mgr Justyna Malinowska.

## Filie
W skład Pomorskiej Biblioteki Pedagogicznej wchodzi jednostka macierzysta, znajdująca się w Gdańsku oraz filie w większych miastach województwa pomorskiego. Mieszczą się w: Chojnicach, Kościerzynie, Kwidzynie, Malborku, Nowym Dworze Gdańskim, Pruszczu Gdańskim, Starogardzie Gdańskim i Wejherowie. Liczba filii i ich rozmieszczenie zmieniała się na przestrzeni lat. Początkowo było ich 6 (w Kościerzynie, Kwidzynie, Lęborku, Starogardzie Gdańskim, Tczewie i Elblągu). Z ich zasobów korzystają nauczyciele i całe środowisko lokalne. Ze względu na naukowy i specjalistyczny charakter zbiorów, filie stanowią naturalne zaplecze dla osób studiujących. Poza zbiorami czytelnicy uzyskują w nich fachową pomoc nauczycieli bibliotekarzy.